# Zakou
Pour les articles homonymes, voir Zakou (homonymie).
 (avril 2010).
Si vous disposez d'ouvrages ou d'articles de référence ou si vous connaissez des sites web de qualité traitant du thème abordé ici, merci de compléter l'article en donnant les références utiles à sa vérifiabilité et en les liant à la section « Notes et références ».
Loucif Ayoub ou Zakou est un village algérien de la petite Kabylie situé à 70 km au nord-ouest de Sétif et 85 km au sud de Bougie dans la commune de Ain Legradj. Il appartient également au Arch Beni Gheboula (Ighbouliyen) qui est aussi une région dans la Daïra d'Ait Ourtilane (Beni Ourtilane), dans la Wilaya de Sétif.
Zakou compte environ 900 habitants principalement répartis dans six familles dont quatre d’origine kabyle (Ayoub, Khirat, Ghanemi, et Souak) et deux appartenant à la dynastie des Imrabden (Ibka ,Makhloufi et Ikhlef). Le village est réputé pour sa mosquée Sidi Aissa Oulhbib fondée par cet imam et qui abrite son mausolée. Elle reste un lieu de visite pour les croyants de la région. De plus, on ne peut pas passer par Zakou sans se donner le temps d’aller voir la fontaine du village, « Tala N’bahloul », qui prend source dans la montagne d'Aghouf.